# Lijadora orbital

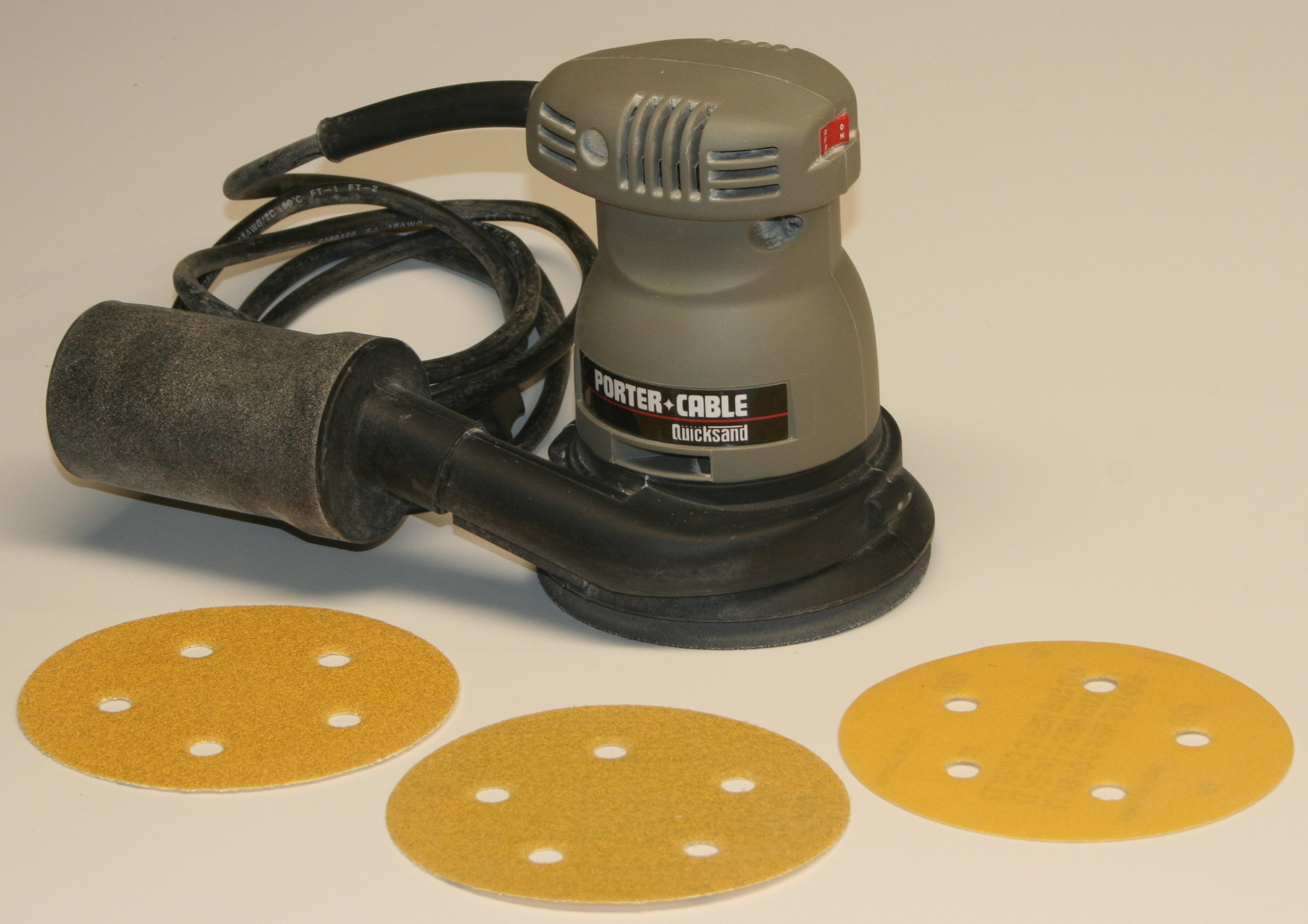
Una lijadora orbital con discos lijadores de varios tamaños y granulado.

La lijadora roto-orbital es una herramienta motorizada portátil que funciona en un sentido de giro aleatorio. Apareció a principios de los años 1900 y rápidamente se volvió extraordinariamente popular. Estas lijadoras combinan la velocidad y agresividad de una lijadora de banda con la habilidad de producir un acabado fino.
Sus resultados se suscitan al girar simultáneamente el disco lijador y moviéndolo en elipses, lo cual garantiza que ninguna parte del material abrasivo se desplace por el mismo trayecto dos veces. Debido a esta acción de lijado aleatorio, la herramienta no deja marcas circulares y no se ve afectada por la dirección de la veta de madera. Las lijadoras orbitales usan discos de esmeril y algunas incluyen un sistema recolector de polvo. Los discos se adhieren usando pegamentos de contacto o un sistema de enganche como el velcro.
- Datos: Q2455671
- Multimedia: Random orbital sanders / Q2455671